# Шлессер, Жан-Луи
Жан-Луи́ Шлессе́р (фр. Jean-Louis Schlesser, 12 сентября 1948 года, Нанси) — французский автогонщик, участник чемпионатов мира по автогонкам в классе Формула-1 и спортивных автомобилей, известный также под прозвищем «Лис пустыни». Двукратный чемпион мира по автогонкам в классе спортивных автомобилей, двукратный победитель ралли Париж-Дакар. Один из главных организаторов ралли-рейда Африка Эко Рейс. Племянник бывшего гонщика Формулы-1 Жо Шлессера.

## Биография
В 1981 году выступал в европейском чемпионате Формулы-3, стартовал в гонке «24 часа Ле-Мана», в которой занял 2-е место. В 1983 году был тест-пилотом команды Формулы-1 «Уильямс», участвовал в Гран-при Франции 1983 года, но не прошёл квалификацию. В 1985 году участвовал в различных чемпионатах по турингу, со следующего года стартовал в чемпионате мира спортивных автомобилей.
С 1987 года выступал в будущей команде Формулы-1 «Заубер», участвовавшей тогда в чемпионате спорткаров со своими автомобилями, оснащёнными двигателями «Мерседес-Бенц». В 1988 году заменил на Гран-при Италии в команде Формулы-1 «Уильямс» заболевшего Найджела Мэнселла. Единственная гонка в чемпионате мира закончилась для Шлессера за два круга до финиша, когда в него врезался обгонявший его на круг лидер гонки Айртон Сенна на автомобиле «Макларен». Обе машины сошли с дистанции, хотя и получили зачётные места, для «Макларена» эта гонка стала единственной в сезоне, которую ему не удалось выиграть.
В 1989-1990 годах Шлессер выиграл два титула чемпиона мира в гонках спортивных автомобилей. С 1989 года он регулярно стартовал в Ралли Париж-Дакар, в начале 1990-х годов создал собственный автомобиль для ралли-рейдов. Наибольший успех пришёл к нему в 1999-2000 годах, когда он дважды выигрывал Ралли Дакар на автомобиле собственной конструкции.
В июне 2008 года команда Шлессера приняла участие в Ралли Трансориенталь по маршруту Санкт-Петербург—Пекин.
11 января 2009 года Жан-Луи Шлессер выиграл Ралли «Африка Рейс», проходившее одновременно с южноамериканским Ралли Дакар. 9 января 2011 года Жан-Луи повторил своё достижение в Ралли «Африка Рейс».

## Результаты гонок в Формуле-1
| Легенда к таблице |                                                                    |
| --- | ------------------------------------------------------------------ |
| В таблице перечислены результаты всех Гран-при Формулы-1, в которых принимал участие гонщик. Строками таблицы являются сезоны, столбцами — этапы чемпионата мира. В каждой клетке указаны сокращённое название этапа и результат, дополнительно обозначенный цветом. Расшифровка обозначений и цветов представлена в нижеследующей таблице. |                                                                    |
| \| Пример \| Описание \| \| ------------ \| ------------------------------------------------------------------ \| \| 1 \| Победитель \| \| 2 \| Второе место \| \| 3 \| Третье место \| \| 5 \| Финишировал, заработав очки \| \| Сход \| Не финишировал, но при этом заработал очки \| \| 12 \| Финишировал, не получив очков \| \| НКЛ \| Финишировал, но не попал в финальную классификацию \| \| 15 \| Участвовал вне зачёта, либо по отдельной классификации \| \| 18 \| Не финишировал, но попал в финальную классификацию \| \| Сход \| Не финишировал \| \| НКВ \| Не прошёл квалификацию \| \| НПКВ \| Не прошёл предквалификацию \| \| ДСК \| Дисквалифицирован \| \| ИСК \| Исключён из протокола соревнований \| \| ТТ \| Заявлен для участия только в тренировках \| \| НС \| Участвовал в квалификации, но не стартовал в гонке \| \| Т \| Травмирован или болен \| \| ОТК \| Отказ от участия \| \| НТР \| Прибыл на соревнования, но на трассу не выезжал \| \| НПР \| Был заявлен в числе участников, но не прибыл к началу соревнований \| \| О \| Соревнования отменены \| \| \| Не участвовал \| \| Поул-позиция \| \| \| Быстрый круг \| \| |                                                                    |
| Пример | Описание                                                           |
| 1 | Победитель                                                         |
| 2 | Второе место                                                       |
| 3 | Третье место                                                       |
| 5 | Финишировал, заработав очки                                        |
| Сход | Не финишировал, но при этом заработал очки                         |
| 12 | Финишировал, не получив очков                                      |
| НКЛ | Финишировал, но не попал в финальную классификацию                 |
| 15 | Участвовал вне зачёта, либо по отдельной классификации             |
| 18 | Не финишировал, но попал в финальную классификацию                 |
| Сход | Не финишировал                                                     |
| НКВ | Не прошёл квалификацию                                             |
| НПКВ | Не прошёл предквалификацию                                         |
| ДСК | Дисквалифицирован                                                  |
| ИСК | Исключён из протокола соревнований                                 |
| ТТ | Заявлен для участия только в тренировках                           |
| НС | Участвовал в квалификации, но не стартовал в гонке                 |
| Т | Травмирован или болен                                              |
| ОТК | Отказ от участия                                                   |
| НТР | Прибыл на соревнования, но на трассу не выезжал                    |
| НПР | Был заявлен в числе участников, но не прибыл к началу соревнований |
| О | Соревнования отменены                                              |
| | Не участвовал                                                      |
| Поул-позиция |                                                                    |
| Быстрый круг |                                                                    |

| Год  | Команда  | Шасси         | Двигатель | 1   | 2   | 3       | 4   | 5   | 6   | 7   | 8   | 9   | 10  | 11  | 12     | 13  | 14  | 15  | 16  | Место | Очки |
| ---- | -------- | ------------- | --------- | --- | --- | ------- | --- | --- | --- | --- | --- | --- | --- | --- | ------ | --- | --- | --- | --- | ----- | ---- |
| 1983 | RAM      | March-RAM 01  | Cosworth  | БРА | СШЗ | ФРА НКВ | САН | МОН | БЕЛ | ДЕТ | КАН | ВЕЛ | ГЕР | АВТ | НИД    | ИТА | ЕВР | ЮАР |     | -     | 0    |
| 1988 | Williams | Williams FW12 | Judd      | БРА | САН | МОН     | МЕК | КАН | ДЕТ | ФРА | ВЕЛ | ГЕР | ВЕН | БЕЛ | ИТА 11 | ПОР | ИСП | ЯПО | АВС | -     | 0    |